# The Avengers (Orange County)
"The Avengers" er første afsnit i den fjerde sæson af den amerikanske tv-serie Orange County.